# Сосновый Бор (Кировская область)
Сосновый Бор — поселок в Оричевском районе Кировской области в составе Кучелаповского сельского поселения.

## География
Находится на левом берегу реки Ивкинка на расстоянии примерно 31 километр по прямой на восток-юго-восток от районного центра поселка Оричи.

## История
Известен с 1989 года как населенный пункт с названием пионерский лагерь «Сосновый Бор» с 366 жителями, позднее стал известен как поселок одноименного санатория.

## Население
Постоянное население  составляло 240 человек (русские 97%) в 2002 году, 171 в 2010.

## Инфраструктура
Санаторий общего профиля "Сосновый Бор".